# Weihrauch & Weihrauch
Weihrauch & Weihrauch is een Duits fabrikant van sport- en vuurwapens (inclusief luchtgeweren).
De enige productielocatie en het hoofdkantoor zijn gevestigd op een industrieterrein aan de zuidkant van het Beierse stadje Mellrichstadt, niet ver van het station.
Het bedrijf biedt als kenmerkende producten aan: 
- luchtpistolen en geweren, klein kaliber (.177 kaliber-) en .22 lr-geweren en competitiepistolen, de meeste types met veerdruksysteem.
- kleine revolvers, waarvan één type, waarmee ook scherpe munitie kan worden afgevuurd, overigens als Schreckschusswaffen (alarmpistolen), startpistolen, voor de schietsport en bij western-festivals e.d. in gebruik.
- Het bedrijf biedt ook verschillende accessoires, en levert ook reserve-onderdelen.

De revolvers van het merk Arminius, bekend als sport-, jacht-, of luchtdrukwapens (alarmpistool), worden in Nederland en België ook wel verkocht.

## Geschiedenis

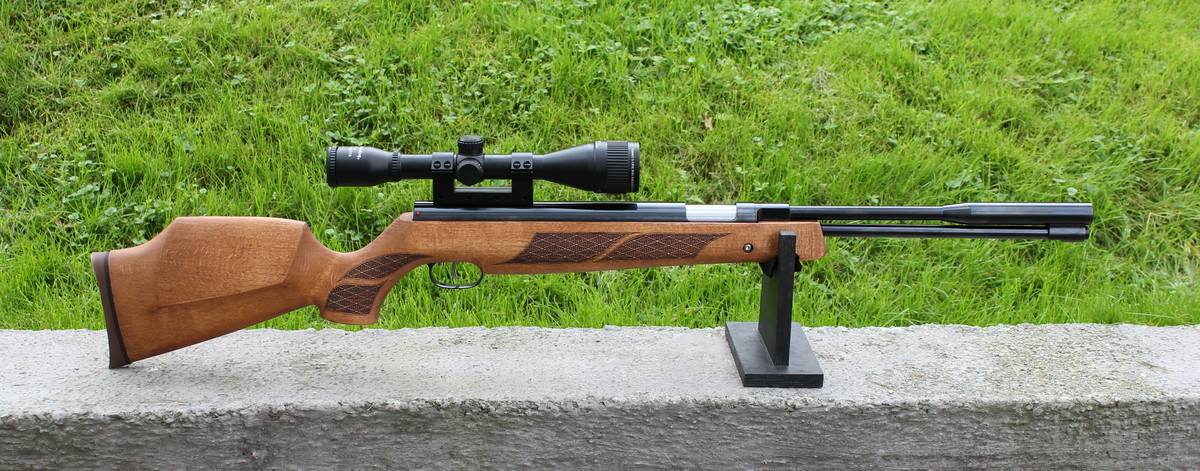
Luchtdrukgeweer Weihrauch HW 97 K
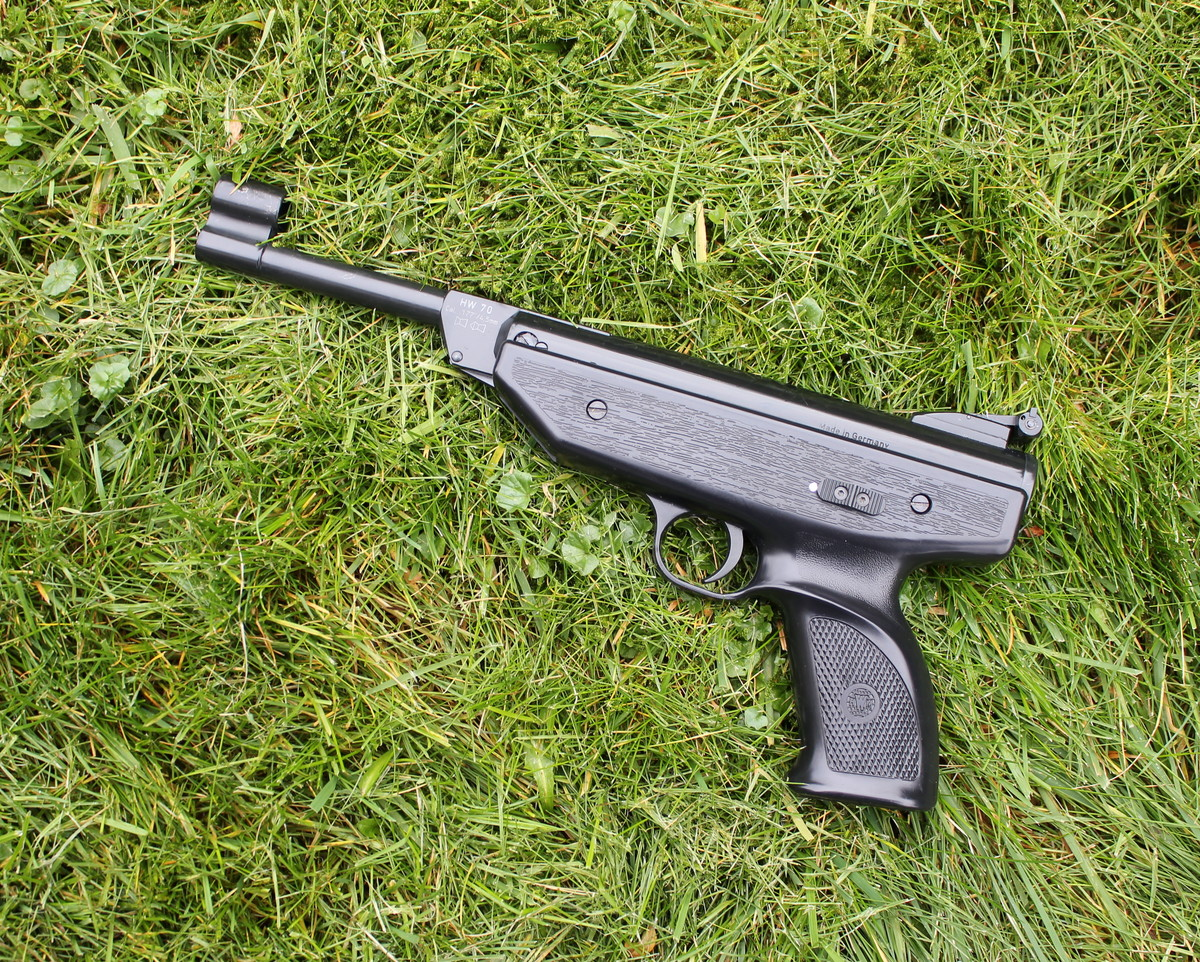
Luchtdrukpistool Weihrauch HW 70 (veerdruksysteem)
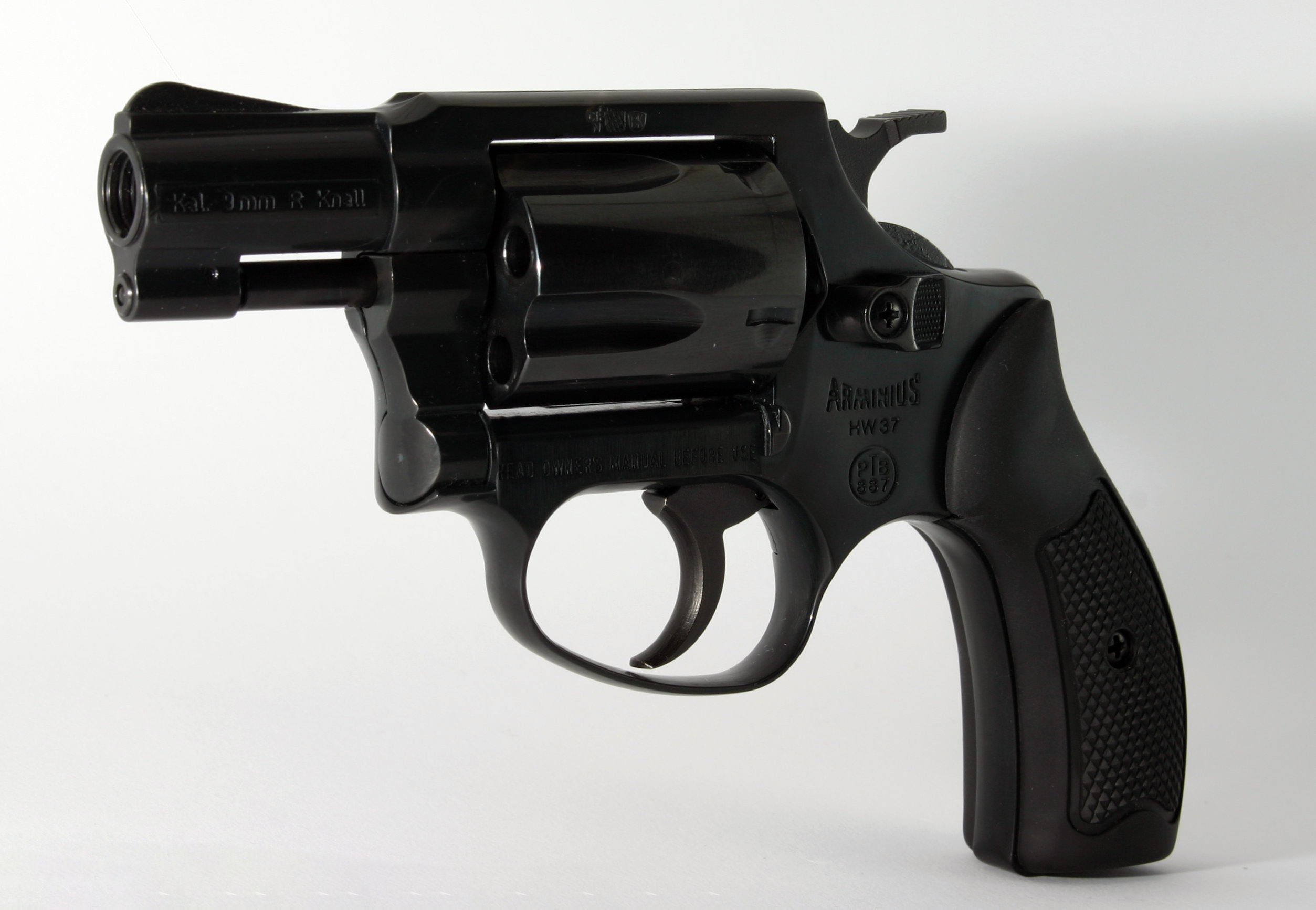
Alarm- en startpistool Weihrauch HW 37

Het bedrijf werd opgericht in 1899 door Hermann Weihrauch (senior) uit Zella-Mehlis, Thüringen. Dit stadje heeft een eeuwenoude traditie van wapenfabricage, en de Weihrauchs waren wapensmeden sinds de 17e eeuw geweest. De onderneming produceerde tot de Tweede Wereldoorlog ook onderdelen voor fietsen, waaronder remmen en trapassen.
Al dan niet samen met andere fabrikanten werden ook geweren voor de jacht, en ten behoeve van militair gebruik door de Reichswehr en vanaf circa 1933 de Wehrmacht ontwikkeld en gemaakt.
Tussen 1935 en 1955 verwierf het bedrijf verscheidene octrooien, met name voor verbeteringen aan de trekker van wapens.
Aan het eind van de Tweede Wereldoorlog werd de onderneming door de geallieerde legers ontmanteld. Onder andere namen werd in de DDR de productie van fietsonderdelen te Zella-Mehlis hervat.
In 1948 werd de firma door de familie Weihrauch op 50 km ten zuiden van de oude locatie, te Mellrichstadt, heropgericht. Aanvankelijk werden er fietsonderdelen, vanaf de jaren-1950 luchtgeweren en vanaf 1955 ook weer jachtgeweren gemaakt. Belangrijk was, dat de deelstaat Beieren in 1955, mogelijk in overleg met de Weihrauchs, Mellrichstadt had uitgekozen om er een Beschussamt te vestigen. Dat is een overheidsinstantie, die wapens en munitie op deugdelijkheid controleert, en waarvan de goedkeuring voor de productie hiervan vereist is.
De firma stond in de jaren-1950 vanwege de kwaliteit van haar producten hoog aangeschreven, en wist in de jaren-1960 contracten in de Verenigde Staten af te sluiten, om in licentie wapens (en onderdelen daarvoor) van de Amerikaanse handelsmerken Burgo, Fabico, BSF en Beeman te maken.
Nadien werd de productie langzaam opgevoerd en gemoderniseerd, vooral op het gebied van modernere en veiligere sport-, jacht- en afschrikwapens. Weihrauch- & Weihrauch is anno 2024 nog steeds een bloeiend familiebedrijf.